# Udmúrtia

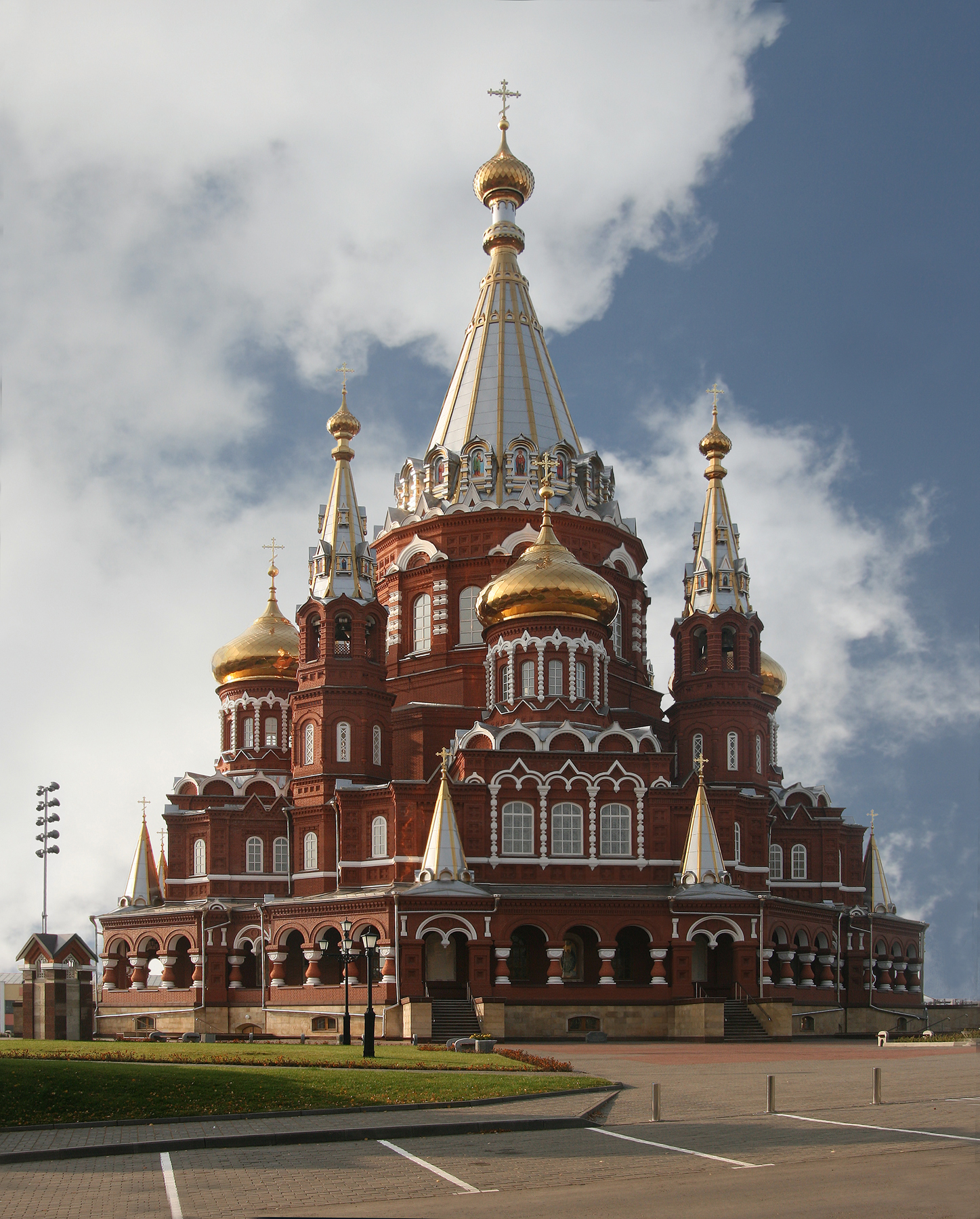
A catedral Sviato Mihailovski em Ijevsk.

A Udmúrtia (russo:  Удму́ртия, tr. Udmúrtia; em udmurte: Удмуртия, tr. Udmurtia), oficialmente República da Udmúrtia (russo:  Удмуртская Республика, tr. Udmurtskaia Respublika; em udmurte: Удмурт Республика, tr. Udmurt Respublika) é uma divisão federal da Federação Russa. Tem cerca de 1 570 000 habitantes e área de aproximadamente 42 000 km². Sua capital é a cidade de Ijevsk.

## História
Os udmurtes são mencionados pelos historiadores árabes Amade ibne Fadalane (921) e Abuçaíde de Balchi (950) como vizinhos búlgaros do rio Idel. Assim, os udmurtes estavam sob a influência da Bulgária do Volga.
Em meados do segundo milênio, os udmurtes começaram a se estabelecer no vale do rio Tcheptsa, desde a foz até a nascente do rio. Começaram a fixar-se ali desde o século X. Além disso, os udmurtes mantiveram contatos com mercadores árabes e russos. O Estado russo exerceu influência cultural e política sobre a Udmúrtia do norte. Por volta do século XVI, o norte da região quase se tornou parte do Estado russo.
Durante a invasão mongol da Bulgária do Volga de 1237, os mongóis também conquistaram a terra onde a maioria dos udmurtes viviam. Eles tiveram de pagar impostos anuais para o khan de Cazã. Nessa época, algumas tribos udmurtes foram misturadas com os tártaros, e essas pessoas, ainda usando a língua udmurte, foram chamados besermaans.
Os udmurtes lutaram com os tártaros contra os príncipes moscovitas até 1552, quando o Canato de Cazã foi conquistado e destruído pelos russos. Em 1553–1557, os udmurtes rebelaram-se contra os russos. Em 1582, nova rebelião ocorreu. Os russos tiveram que  fazer, a partir de Moscovo, uma aventura armada contra os rebeldes. Nova revolta começou de novo em 1592, juntamente com os maris.

### Século XX
O primeiro empreendimento industrial no que é hoje a Udmúrtia foi a estatal Votkinsk Zavod, fundada como um arsenal de armas, na margem oeste do rio Kama. Em 4 de novembro de 1920, foi formado o oblast de Votsk. Em 1 de janeiro de 1932, foi rebatizado como Oblast Autônomo da Udmúrtia, que foi então reorganizado na República Socialista Soviética Autónoma Udmurte em 28 de dezembro de 1934. Durante a Grande Guerra Patriótica de 1941–1945, muitas fábricas industriais foram retiradas da Ucrânia para a fronteira oeste da Udmúrtia, aumentando consideravelmente a população de etnia russa na república.
A República da Udmúrtia na sua forma actual existe desde 20 de setembro de 1990.

## Geografia

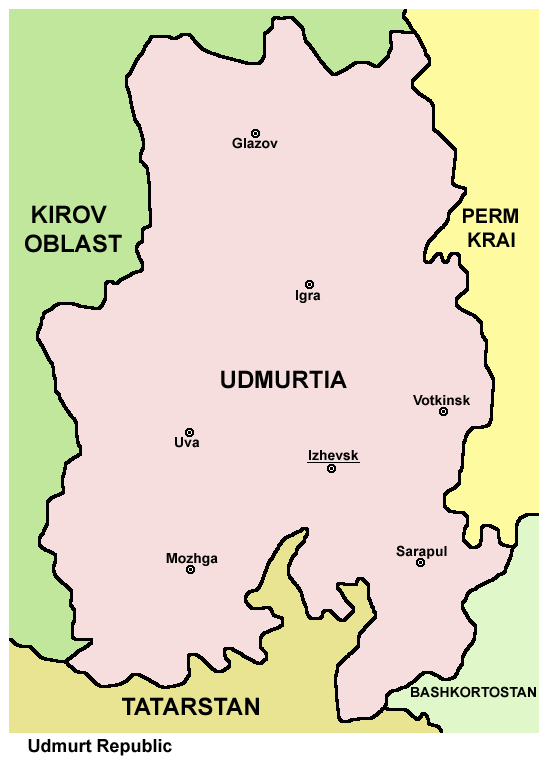

A república está situada na Rússia europeia, na porção leste da planície do Leste Europeu, entre os rios Kama e Viatka. Faz fronteira com o oblast de Kirov, o krai de Perm, com as repúblicas do Bascortostão e do Tartaristão.
O principal rio é o Kama. E embora não haja grandes lagos na república, há uma parte do Reservatório Votkinsk no território udmurte. Há ainda reservas de petróleo.

## Economia
A república é industrializada. As formas de indústrias mais desenvolvidas são a construção de máquinas, químicas, de petróleo e de gás. Em Ijevsk está localizada a principal fabricante de fuzis Ak-47. 
A república também possui um potencial na indústria electrónica e nanotecnologia.

## Cultura
Na Udmúrtia, há oito teatros profissionais, a Sociedade Filarmónica e mais de dez estaduais e numerosos museus públicos que contam sobre a história e a cultura da Udmúrtia e de seu povo. 
Em termos de religião, a maioria da população é cristã ortodoxa. O xamanismo também é praticado.